# قدیسان و سربازها: بی‌اعتباری
قدیسان و سربازها ۳: بی‌اعتباری (به انگلیسی: Saints and Soldiers: The Void) یک فیلم سینمایی آمریکایی در ژانر درام و فیلم جنگی محصول سال ۲۰۱۴ میلادی به نویسندگی و کارگردانی رایان لیتل است.
قسمت‌های قبلی این مجموعه فیلم قدیسان و سربازها (۲۰۰۳) و قدیسان و سربازها: نیروی هوایی (۲۰۱۲) نام دارد.

## داستان
هنگامی که ماشین جنگی آلمانی ها در حال عقب نشینی است ، دو تانک بسیار ویرانگر فرستاده می شوند ، تا گروهی از آن ها را که در کوه‌های هارز هستند را نابود کنند. اما…

## تولید
این فیلم در آلپاین، یوتا فیلمبرداری شده است. 

## انتشار فیلم
این فیلم در ۱۴ اوت ۲۰۱۴ در تعدادی منتخب سالن های سینما اکران شد.   این فیلم در نوامبر سال ۲۰۱۴ بر روی دی وی دی منتشر شد.  